# Metro Cebu
Vùng đô thị Cebu (tiếng Anh: Metropolitan Cebu), gọi tắt là Metro Cebu, (tiếng Cebu: Kaulohang Sugbo, tiếng Filipino: Kalakhang Cebu), là trung tâm đô thị chính của tỉnh Cebu tại Philippines. Metro Cebu nằm dọc theo bờ biển trung tâm ở phía đông đảo Cebu, gồm cả đảo Mactan lân cận. Vùng đô thị này chiếm 20% diện tích đất liền và 61,5% dân số của toàn đảo Cebu theo điều tra vào năm 2015. Đây là vùng đô thị lớn thứ nhì tại Philippines, sau Metro Manila.
Metro Cebu là một vùng đô thị bao gồm thành phố Cebu (thủ phủ của tỉnh Cebu và trung tâm cấp vùng của Trung Visayas), cùng với 12 thành phố và khu tự quản xung quanh. Ban phát triển và hợp tác vùng đô thị Cebu (MCDCB) là một thể chế được uỷ quyền để xây dựng các kế hoạch phát triển trong vùng đô thị Cebu và hợp tác trong việc thi hành. Không giống như Ban phát triển vùng đô thị Manila, MCDCB không có quyền lực pháp lý và thể chế.
Thành phố Cebu là tỉnh lỵ, khu trung tâm kinh doanh, có các thể chế giáo dục lớn và cảng quốc tế, còn các công ty và nhà máy công nghiệp lớn thì nằm tại Mandaue. Sân bay quốc tế và khu chế xuất nằm tại Lapu-Lapu trên đảo Mactan. Danao chủ yếu là một thành phố khai mỏ còn Talisay là một thành phố nhà ở, thu nhập chủ yếu đến từ doanh nghiệp quy mô nhỏ và vừa.
Cư dân Cebu được gọi là người Cebuano, một số có nguồn gốc Trung Quốc, Nhật Bản, Ấn Độ và các nơi khác, cũng như từ các dân tộc khác tại Philippines. Tiếng Cebu là ngôn ngữ phổ biến nhất tại Metro Cebu, tiếp đến là tiếng Tagalog. Tiếng Anh được sử dụng phổ biến trong các cơ sở giáo dục và công việc kinh doanh.
Metro Cebu có diện tích gấp khoảng hai lần so với Metro Manila, bao gồm thành phố Cebu và sáu thành phố xung quanh (Carcar, Danao, Lapu-Lapu, Mandaue, Naga, Talisay) và sáu khu tự quản (Compostela, Consolacion, Cordova, Liloan, Minglanilla, San Fernando).
| Thành phố/ Khu tự quản | Dân số (2015) | Diện tích | Mật độ (người/km²) |
| ---------------------- | ------------- | --------- | ------------------ |
| Carcar                 | 119.664       | 116,78    | 1.000              |
| Cebu                   | 922,611       | 315,00    | 2,900              |
| Compostela             | 47,898        | 53,90     | 890                |
| Consolacion            | 131,528       | 37,03     | 3,600              |
| Cordova                | 59.712        | 17,15     | 3.500              |
| Danao                  | 136.471       | 107,30    | 1.300              |
| Lapu-Lapu              | 408.112       | 58,10     | 7.000              |
| Liloan                 | 118.753       | 45,92     | 2.600              |
| Mandaue                | 362.654       | 34,87     | 10.000             |
| Minglanilla            | 132.135       | 65,60     | 2.000              |
| Naga                   | 115.750       | 101,97    | 1.100              |
| San Fernando           | 66.280        | 69,39     | 960                |
| Talisay                | 227.645       | 39,87     | 5.700              |
| Metro Cebu             | 2.849.213     | 1.062,88  | 2.700              |